# 朱身修
朱身修（1586年—？），字玉全，號安百，江西南昌府進賢縣人，軍籍，明朝政治人物。

## 生平
萬曆三十四年（1606年）丙午科江西鄉試第七十七名舉人，三十五年（1607年）中式丁未科會試第四十三名，三甲第一百四十八名進士。都察院觀政，授孝豐縣知縣，三十六年（1608年）調溧水縣知縣，四十一年（1613年）升南京禮部主事，四十三年（1615年）調南京吏部文選司主事，四十五年（1617年）升南京吏部考功司郎中，泰昌元年（1620年）十月出為福建布政使司右參政、兵備福寧，改兵備漳南，天啟三年（1623年）升福建按察使，七年（1627年）升福建右布政使，崇禎二年（1629年）調湖廣右布政使，三年（1630年）升四川左布政使，四年（1631年）調福建左布政使，卒於官。

## 家族
曾祖朱憲章，福建布政使司右參政；祖父朱應禎，監生；父朱褧，監生。母熊氏，繼母何氏。嚴侍下。兄朱賀、朱知至、朱意誠、朱心正，弟朱家齊、朱世平。